# Joseph Kony
Joseph Kony (Odek, 1961) é um criminoso de guerra escondido na selva e o atual chefe da Lord's Resistance Army (LRA), uma guerrilha que tenta estabelecer um governo teocrático em Uganda. Está na lista dos 10 mais procurados no mundo pela Corte Penal Internacional. O LRA afirma que espíritos foram enviados para comunicar esta missão diretamente a Kony.
Dirigido por Kony, o LRA ganhou reputação pelas suas ações contra os povos de vários países incluindo Uganda, Congo e Sudão. Raptou e forçou um número estimado de 66 000 crianças para lutar por ele, e forçou a deslocação interna de mais de 2 000 000 pessoas desde que a sua revolta começou em 1986. Como resultado, em 2005, Kony foi acusado de crimes de guerra pela Corte Penal Internacional em Haia, Países Baixos, mas tem escapado da captura desde então. As suas convicções políticas tornam-se cada vez mais dúbias.
Kony recebeu atenção da mídia no início de Março de 2012 com o documentário de trinta minutos "Kony 2012", feito pelo realizador Jason Russell para a campanha do grupo Invisible Children Inc. O objectivo do filme é torná-lo famoso, já que a fama justificaria o envolvimento dos Estados Unidos da América na captura de Kony. O vídeo convida qualquer um a envolver-se na campanha de uma forma eficaz, utilizando as novas tecnologias, e incentivando qualquer um a juntar-se à publicidade em massa que o vídeo sugere no dia 20 de Abril.